# 蒂魯沃盧爾縣

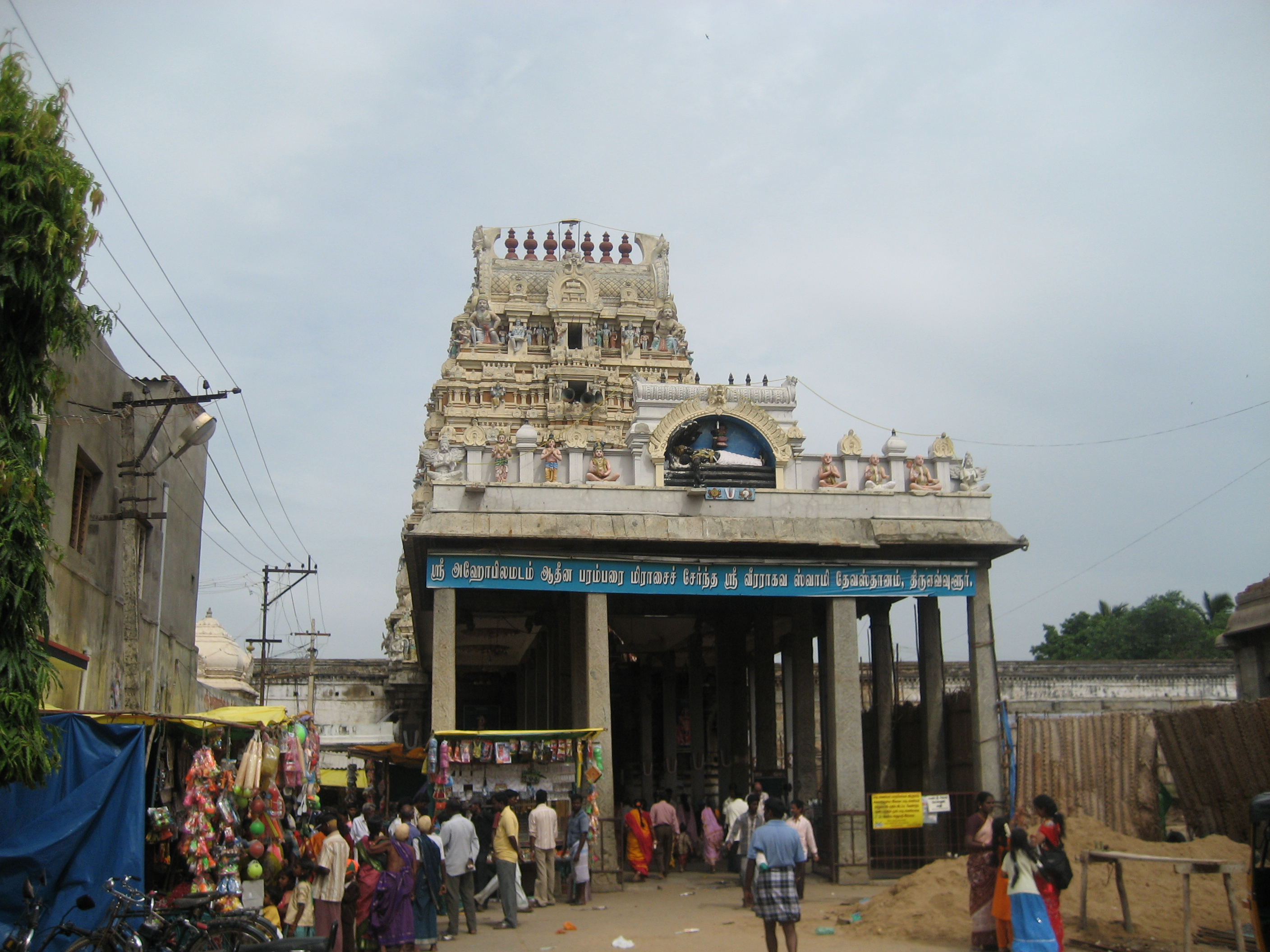

蒂魯沃盧爾縣（Tiruvallur District）是印度南部泰米爾納德邦的一個縣，面積3,422平方公里，2011年人口3,728,104，人口密度每平方公里1,089人，識字率（6歲以下不計）為84.03%。

## 外部連結
- Tiruvallur District